# Cumellopsis surugaensis
Cumellopsis surugaensis är en kräftdjursart som beskrevs av Gamo 1985. Cumellopsis surugaensis ingår i släktet Cumellopsis och familjen Nannastacidae. Inga underarter finns listade i Catalogue of Life.